# Gommerville (Sena Marítim)
Gommerville és un municipi francès situat al departament del Sena Marítim i a la regió de Normandia. L'any 2007 tenia 700 habitants.

## Demografia

### Població
El 2007 la població de fet de Gommerville era de 700 persones. Hi havia 248 famílies de les quals 32 eren unipersonals (20 homes vivint sols i 12 dones vivint soles), 96 parelles sense fills i 120 parelles amb fills.
La població ha evolucionat segons el següent gràfic:
Habitants censats

### Habitatges
El 2007 hi havia 259 habitatges, 247 eren l'habitatge principal de la família, 6 eren segones residències i 6 estaven desocupats. Tots els 259 habitatges eren cases. Dels 247 habitatges principals, 220 estaven ocupats pels seus propietaris, 24 estaven llogats i ocupats pels llogaters i 3 estaven cedits a títol gratuït; 2 tenien una cambra, 10 en tenien dues, 32 en tenien tres, 66 en tenien quatre i 136 en tenien cinc o més. 189 habitatges disposaven pel capbaix d'una plaça de pàrquing. A 91 habitatges hi havia un automòbil i a 142 n'hi havia dos o més.

### Piràmide de població
La piràmide de població per edats i sexe el 2009 era:
| Homes | Edats   | Dones |
| ----- | ------- | ----- |
| 0     | 95 o +  | 0     |
| 8     | 90 a 94 | 0     |
| 0     | 85 a 89 | 0     |
| 4     | 80 a 84 | 0     |
| 0     | 75 a 79 | 4     |
| 8     | 70 a 74 | 12    |
| 12    | 65 a 69 | 8     |
| 28    | 60 a 64 | 20    |
| 12    | 55 a 59 | 16    |
| 28    | 50 a 54 | 32    |
| 12    | 45 a 49 | 20    |
| 36    | 40 a 44 | 20    |
| 32    | 35 a 39 | 24    |
| 20    | 30 a 34 | 28    |
| 16    | 25 a 29 | 36    |
| 12    | 20 a 24 | 8     |
| 24    | 15 a 19 | 8     |
| 20    | 10 a 14 | 32    |
| 8     | 5 a 9   | 32    |
| 36    | 0 a 4   | 16    |

## Economia
El 2007 la població en edat de treballar era de 456 persones, 323 eren actives i 133 eren inactives. De les 323 persones actives 302 estaven ocupades (171 homes i 131 dones) i 21 estaven aturades (11 homes i 10 dones). De les 133 persones inactives 46 estaven jubilades, 45 estaven estudiant i 42 estaven classificades com a «altres inactius».

### Ingressos
El 2009 a Gommerville hi havia 256 unitats fiscals que integraven 724 persones, la mediana anual d'ingressos fiscals per persona era de 21.110 €.

### Activitats econòmiques
Dels 15 establiments que hi havia el 2007, 1 era d'una empresa alimentària, 1 d'una empresa de fabricació d'altres productes industrials, 9 d'empreses de construcció, 2 d'empreses de comerç i reparació d'automòbils, 1 d'una empresa d'hostatgeria i restauració i 1 d'una empresa de serveis.
Dels 7 establiments de servei als particulars que hi havia el 2009, 2 eren paletes, 1 guixaire pintor, 1 fusteria i 3 lampisteries.
L'únic establiment comercial que hi havia el 2009 era una fleca.
L'any 2000 a Gommerville hi havia 10 explotacions agrícoles.

## Equipaments sanitaris i escolars
El 2009 hi havia una escola elemental.

## Poblacions més properes
El següent diagrama mostra les poblacions més properes.